# Oscar Pettersson
Oscar Pettersson (Stockholm, 1 februari 2000) is een Zweeds voetballer die doorgaans speelt als aanvaller. Hij komt sinds 2025 uit voor Go Ahead Eagles.

## Clubcarrière

### Djurgården
Pettersson doorliep de jeugdopleiding van Djurgårdens IF. Hij maakte zijn debuut voor het eerste elftal op 23 februari 2019 tegen Hässleholms IF in de Svenska cupen. Op 10 augustus maakte hij zijn debuut in de Allsvenskan, tegen IK Sirius (4-0). Dat jaar werd Pettersson met Djurgården kampioen van Zweden. Hij kwam zeven keer uit voor de ploeg.

### Akropolis
In het seizoen 2020 werd Pettersson verhuurd aan Akropolis IF, dat uitkwam in de Superettan. Hij debuteerde op 5 september 2020 tegen Ljungskile SK. Na de huur van een halfjaar nam de club Pettersson definitief over. Hij speelde 29 wedstrijden en scoorde vijf maal. Aan het eind van het seizoen 2021 degradeerde Akropolis naar het derde niveau, maar Pettersson vertrok naar IF Brommapojkarna.

### Brommapojkarna
In 2022 stapte Pettersson over naar IF Brommapojkarna, dat uitkwam in de Superettan. Hij werd een vaste waarde in het elftal, en speelde in zijn eerste seizoen alle wedstrijden en maakte 15 doelpunten. Mede daardoor werd Brommapojkarna kampioen en promoveerde naar de Allsvenskan. In het seizoen 2023 in de Allsvenskan wist Brommapojkarna zich te handhaven, en Pettersson speelde weer alle wedstrijden. Hij kwam uiteindelijk tot 65 wedstrijden voor de ploeg, waarin hij 25 keer wist te scoren.

### Göteborg
Voor het begin van het seizoen 2024 maakte Pettersson de overstap naar IFK Göteborg. Hij debuteerde op 18 februari tegen Nordic United FC in de beker en op 1 april in de competitie tegen zijn oude club Djurgården. Hij kreeg hier minder speeltijd dan bij Brommapojkarna. Wel viel hij bijna alle wedstrijden in. Hij speelde 27 wedstrijden, en scoorde twee keer.

### Go Ahead Eagles
In februari 2025 stapte Pettersson over naar Go Ahead Eagles, dat uitkwam in de Eredivisie. Hij maakte op 1 maart zijn debuut tegen PSV (3-2). Hij kwam in de 63e minuut in de ploeg voor Mathis Suray.

## Interlandcarrière
Pettersson debuteerde op 12 januari 2024 in het nationaal elftal van Zweden, in een vriendschappelijke wedstrijd tegen Estland. Hij viel met nog een halfuur te spelen in voor Taha Ali. De wedstrijd eindigde in een 2–1 winst.

## Statistieken
| Seizoen | Club              | Competitie  | Competitie | Competitie | Beker | Beker | Overig | Overig | Totaal | Totaal |
| Seizoen | Club              | Competitie  | Wed.       | Dlp.       | Wed.  | Dlp.  | Dlp.   | Dlp.   | Wed.   | Dlp.   |
| ------- | ----------------- | ----------- | ---------- | ---------- | ----- | ----- | ------ | ------ | ------ | ------ |
| 2019    | Djurgårdens IF    | Allsvenskan | 2          | 0          | 1     | 1     | 0      | 0      | 3      | 1      |
| 2020    | Djurgårdens IF    | Allsvenskan | 4          | 1          | 0     | 0     | 0      | 0      | 4      | 1      |
| 2020    | → Akropolis IF    | Superettan  | 13         | 4          | 0     | 0     | 0      | 0      | 13     | 4      |
| 2021    | Akropolis IF      | Superettan  | 12         | 1          | 2     | 0     | 2      | 0      | 16     | 1      |
| 2022    | IF Brommapojkarna | Superettan  | 30         | 15         | 2     | 0     | 0      | 0      | 32     | 15     |
| 2023    | IF Brommapojkarna | Allsvenskan | 30         | 9          | 3     | 1     | 0      | 0      | 33     | 10     |
| 2024    | IFK Göteborg      | Allsvenskan | 23         | 2          | 4     | 0     | 0      | 0      | 27     | 2      |
| 2024/25 | Go Ahead Eagles   | Eredivisie  | 1          | 0          | 0     | 0     | 0      | 0      | 1      | 0      |
| Totaal  | Totaal            | Totaal      | 115        | 32         | 12    | 2     | 2      | 0      | 129    | 34     |

Bijgewerkt op 2 maart 2025.

## Erelijst

### Go Ahead Eagles
KNVB Beker:
- Winnaar (1): 2024/25